# Уилберфорс, Сэмюэл
Сэмюэл Уилберфорс (7 сентября 1805, Клэпхэм, Лондон — 19 июля 1873) — британский религиозный деятель Церкви Англии, прелат, епископ, духовный писатель. Как проповедник, по воспоминаниям современников, отличался красноречием и допущением (несмотря на большую набожность) в своих проповедях юмора.

## Биография
Был третьим сыном Уильяма Уилберфорса. В 1823 году поступил в Ориель-колледж, Оксфорд. В «Объединённом клубе дебатов», который впоследствии был преобразован в Союз, проявил себя активным сторонником либерализма. Группу единомышленников, с которыми он главным образом познакомился в Оксфорде, иногда называли из-за строгой нравственности Вефильским союзом; вместе с тем он не чурался развлечений и активно занимался бегом с препятствиями и охотой. В 1826 году окончил Оксфорд, став на своём курсе в плане успеваемости первым по математике и вторым по классической филологии.
После женитьбы 11 июня 1828 года на Эмили Сарджент был в декабре рукоположён и назначен куратом в Чекендоне около Хенли-он-Темс. В 1830 году был рукоположён епископом Винчестера Самнером ректором церкви в Бригстоне на острове Уайт. На этой сравнительно лёгкой службе он вскоре начал заниматься разнообразной деятельностью, в первую очередь написанием различных произведений, поскольку для этого оставалось достаточно времени. В 1831 году опубликовал трактат о десятинах, «чтобы избавить от предрассудков фермеров нижнего порядка», а в следующем году — собрание гимнов для использования в своём приходе, которое было выпущено большим тиражом; небольшое собрание рассказов, «Note Book of a Country Clergyman»; проповедь «The Apostolical Ministry». В конце 1837 года опубликовал «Letters and Journals of Henry Martyn» Генри Мартина, англиканского миссионера в Индии и Персии. Будучи членом Высокой церкви, держался в стороне от так называемого Оксфордского движения, а в 1838 году его расхождение с трактарианцами стало настолько серьёзным, что Джон Генри Ньюмен отказался принимать от него статьи для издания «British Critic», считая нежелательным, чтобы их сотрудничество было «очень близким». 
В 1838 году написал совместно со старшим братом Робертом работу о жизни своего отца («Life of William Wilberforce»), а спустя два года опубликовал его переписку. В 1839 году также опубликовал «Eucharistca» (извлечения из старых английских богословов), к которой написал предисловие, «Agathos and other Sunday Stories» и сборник проповедей «University Sermons», а в следующем году — «Rocky Island and other Parables». В ноябре 1839 года был возведён в сан архидиакона Суррея, в августе 1840 года стал каноником в Винчестере, а в октябре — ректором в Эльверстоке. В 1841 году был избран Бамптоновским лектором, а вскоре после этого назначен капелланом принца Альберта, чему был обязан впечатлением, произведённым своим выступлением на антирабовладельческом мероприятии за несколько месяцев до этого. 
В октябре 1843 года был назначен архиепископом Йоркским, став заместителем раздатчика королевской милостыни. В 1844 году вышла его работа «A History of the Protestant Episcopal Church in America». В марте следующего года стал деканом Вестминстера, а в октябре — епископом в Оксфорде. В том же 1845 году основал в Оксфорде вместе с несколькими историками и антиквариями «Общество Кекстона», названное в честь известного издателя и просветителя XV века Уильяма Кекстона, под эгидой которого было выпущено немало публикаций памятников средневековой английской литературы.
Принимал участие в полемике относительно взглядов англиканского богослова Хэмпдена и подписал ремонстрацию тринадцати епископов к лорду Джону Расселу против назначения Хэмпдена епископомо Херефорда. Одновременно пытался получить удовлетворительные гарантии от Хэмпдена относительно его деятельности, но, даже потерпев неудачу в этом, отказался от иска против него. Публикация в 1850 году папской буллы, устанавливавшей римскую иерархию в Англии, привела к временной большой известности партии Высокой церкви, в которой Уилберфорс был наиболее видным членом. Переход в католицизм его шурина, архидиакона (впоследствии кардинал) Мэннинга, а затем его братьев, а также его единственной дочери и зятя, миссис и мистера Пай, вскоре привели к подпадению его под подозрение, и возобновление им полномочий конвокации (англиканского духовного парламента) уменьшило его влияние при дворе; вместе с тем его неизменная тактичность и большое обаяние, активная деятельность в церковной организации, притягательность личности и красноречие в жизни и на кафедре постепенно позволили ему получить признание в качестве епископа, у которого в своей епархии нет конкурентов. Его дневник, как считается, позволяет судить о нём как о набожном и благочестивом человеке в частной жизни, что не учитывалось отмечавшими лишь формальные качества, такие как порядочность и убедительность, позволившие ему сделать успешную карьеру епископа, и давшими ему прозвище Мыльный Сэм. В Палате лордов принимал активное участие в обсуждении социальных и духовных вопросов. Имел репутацию народного епископа, но дела народа занимали лишь часть своего времени. Большую же часть своей энергии он направлял на улучшение организации своей епархии и укрепление схем для усиления влияния и эффективности деятельности церкви. В 1854 году открыл богословский колледж в Каддесдоне, который впоследствии стал предметом некоторых споров из-за его предполагаемых католических тенденций. Его отношение к работе «Essays and Reviews» в 1861 году, против которой он написал статью в «Quarterly», принесло ему большую признательность со стороны партии Низкой церкви, а в последующие годы он пользовался полным доверием и уважением со стороны всех, кроме крайних членов обеих сторон партии. После публикации в 1861 году «Commentary on the Romans» Джона Коленсо пытался заставить автора прийти к нему на закрытую беседу, но после публикации последним первых двух частей «Pentateuch Critically Examined» направил послание в адрес епископов, в котором содержался призыв к Коленсо уйти в отставку с поста епископа. В 1867 году выступил с обвинением первого отчёта комиссии по ритуалам «Report of the Ritualistic Commission», в котором был возмущён использованием в отношении принудительных мер против обрядности использованием слова «сдерживать» вместо «отменить» или «запретить». Пытался также уменьшить остроту некоторых постановлений второй комиссии по ритуалам в 1868 году и был одним из четырёх подписантов отчёта. Хотя он решительно выступал против отделения ирландской церкви, но, когда было принято соответствующее решение, высказался за то, чтобы в Палате лордов не было противодействия этому. После двадцати четырёх лет работы в епархии Оксфорда был переведён Уильямом Гладстоном в епархию Винчестера. Погиб от травм, полученных вследствие падения с лошади, возле Доркинга, графство Суррей.
Наиболее известные произведения: «Eucharistica» (1839); «Agathos» (1840); «Note book of a country clergyman», «Sermons on miscellaneous subjects», «Times of secession», «Times of revival» (1863), «Heroes of Hebrew History» и другие. Был известен как критик эволюционной теории Чарльза Дарвина.